# Jesse Tyler Ferguson
Jesse Tyler Ferguson (Missoula, Montana, 22 oktober 1975) is een Amerikaanse acteur die vooral bekend is van zijn rol als Mitchell Pritchett in de ABC-reeks Modern Family.
Jesse Tyler Ferguson werd vijf keer genomineerd voor de Primetime Emmy Award voor Outstanding Supporting Actor in a Comedy Series, telkens voor zijn rol als Mitchell Pritchett in Modern Family (2010-2014). Op 12 juni 2022 won hij de Tony award voor best performance by an actor in a featured role voor zijn rol als Mason Marzac in de Broadway-revival van Take Me Out tijdens de 75e jaarlijkse Tony Awards.

## Filmografie
- 2000: Sally Hemings: An American Scandal – De jonge Tom Hemings
- 2001: Ordinary Sinner – Ogden
- 2002: Absolutely Fabulous – Party Guest (1 aflevering)
- 2004: Mercury in Retrograde – Duane
- 2006: Griffin and Phoenix – Student
- 2006: AV Club – Deelo
- 2007: The Class – Richie Velch (19 afleveringen)
- 2008: Untraceable – Arthur James Elmer
- 2008: Do Not Disturb – Larry (5 afleveringen)
- 2009: Wonderful World – Cyril
- 2009-2020: Modern Family – Mitchell Pritchett (250 afleveringen)
- 2009-2015: The Battery's Down – Shamus McElvy en Shamus McKelvy (2 afleveringen)
- 2010: Ugly Betty – Gabe Farkus (2 afleveringen)
- 2012: 8 – Ilan Meyer
- 2012: Submissions Only – Jared Halstead (1 aflevering)
- 2012: The Producers – Leo Bloom
- 2012: The Procession – Jason
- 2012: Glamazon – zichzelf
- 2013: Web Therapy – Steve Olson (3 afleveringen)
- 2013: Hot in Cleveland – Wes (1 aflevering)
- 2014: Web Therapy – Steve Olson (2 afleveringen)
- 2014-2018: Last Week Tonight with John Oliver – Mitchell Pritchett en Wesley (2 afleveringen)
- 2016: Ice Age: Collision Course – Shangri Llama
- 2017: Nightcap – zichzelf (1 aflevering)
- 2018-2022: Pete the Cat – Syd en Stan (8 afleveringen)
- 2019: You Need to Calm Down – zichzelf
- 2020: Island Queen – Captain en executive producer
- 2020: Extreme Makeover: Home Edition – executive producer (1 aflevering)
- 2020: OUTstanding with Jesse Tyler Ferguson – gastheer
- 2020: Welcome to Chechnya – executive producer

- 2021: The Good Fight – Garrison Vitar (1 aflevering)
- 2022: High School Musical: The Musical: The Series – Marvin (1 aflevering)
- 2022: Ivy + Bean: Doomed to Dance – Monsieur Joy
- 2022: Broadway Rising – producer

- Gemeinsame Normdatei: 143865595
- International Standard Name Identifier: 0000 0004 4883 280X
- Library of Congress Control Number: no2005064871
- Virtual International Authority File: 46497370
- WorldCat: E39PBJcGhr6RYjthYdB99vjjYP